# Инал-куба
Инал-куба (Нал-куба) (абх. Инал-ҟуба) — святая гора, одно из семи святилищ Абхазии. Находится в Сухумском районе в 5 км от села Псху.
Гору Инал-куба связывают с Псху-ныха, которая представляет собой конусообразную скалу. Здесь запрещено охотиться и шуметь, совершаются моления с жертвоприношениями, приносятся очистительные присяги. Считается самой старшей святыней в Абхазии.
Древнейшие поселения абхазов чаще всего являлись родовыми поселениями. И почти каждый населённый пункт имел собственное божество-покровителя рода, в честь которого совершались обряды моления и жертвоприношения. Родовые культы абхазов часто переплетаются с культами местных покровителей. Особая роль этих местных покровителей является одной из характерных черт верований абхазов. Со временем разросшийся род распадался и отделившаяся часть переселялась на новое место, что приводило к отделению от родовой святыни «доли» и её «переселение». Поэтому некоторые местные божества получали признание и в соседних местностях. Святилища сильных и влиятельных родов могли приобрести характер общенародных святынь и иногда становились известными и популярными во всей Абхазии. Такой всеабхазской известностью пользуется святыня в горной области Псху (верховья реки Бзыбь) — Инал-куба (Нал-куба), существовавшая ещё в дохристианскую эпоху.
В кавказоведческой литературе название упоминается как «Инал-куба». Большинство же местных жителей именуют «Нал-куба» и название связывают с местностью вблизи села Псху, и, что Нал-куба была известна под названием «Псху-ныха». Многие исследователи увязывают название «Инал-куба» с каким-то мифическим предком адыгейцев и абхазов Иналом и переводят как «могила Инала». Слово «куба» в абхазском и грузинском языках означает «гроб». Кабардинский учёный и общественный деятель Шора бек-Мурзович Ногмов (1794—1844) считал Инал-кубу могилой родоначальника кабардинских князей. Он писал: «Дай боже Иналов день … Находясь на Дзыбе для заключения мира с абхазскими племенами, он скончался смертью праведника. Тело его похоронено в упомянутой земле и могила его носит название Инал-куба, то есть по-абазински Иналова могила». Однако данное предположение не нашло поддержки среди исследователей: если это могила князя-кабардинца, то почему она особо почитается абхазами и абазинами и название находит своё объяснение не в кабардинском языке. Да и в местности Псху неизвестно особо почитаемой могилы, связанной с именем Инал.
Однако, несмотря на широкую известность в Абхазии и особое почитание, ясного представления об этой святыне в народе не сохранилось.